# پیساو
پیساو (به آلمانی: Piesau) یک شهر در آلمان است که در زارفلد-رودلشتات واقع شده‌است. پیساو ۸۵۲ نفر جمعیت دارد.